# Canal alfa
O canal alfa define a opacidade de um pixel numa imagem.
O canal alfa pode ser visto como a quarta variante na definição da cor. É muito comum os editores de imagem mostrarem quatro elementos para definir uma cor: R, G, B e A que são o Vermelho, Verde, Azul e o Alfa. Todos são definidos entre [0 ... 1] (valores reais) ou [0 ... 255] (valores inteiros) ou [00 ... FF] (valores hexadecimais) onde o valor máximo para o elemento alfa significa que o pixel será totalmente opaco e o valor mínimo significa transparência total.
Essa possibilidade mostra-se útil para imagens na web, pois se usando a simples transparência (conhecida do GIF) em uma imagem planejada para fundo preto, se posta em fundo branco a veremos com serrilhado (pixels representando curvas não suaves nas bordas). Também não será fácil encaixar a imagem com transparência binária em um fundo com mais de uma cor (imagens de fundo).
Com uma imagem PNG esse problema pode ser solucionado, pois sua borda pode ser feita com redução da opacidade dos pixels de menor importância. Assim a imagem PNG se encaixará suavemente a qualquer fundo, mesmo com multiplas cores.
Outros bons exemplos de um uso são: a criação de sombras realistas com partes da imagem negras enevoadas e semi-transparentes, imitar o efeito de vidro, ou mostrar imagens atenuadas. Esses exemplos se mesclarão adequadamente a qualquer cor ou imagem de fundo.

## Formatos de imagem que admitem canais alfa
Os formatos de imagem mais populares que suportam o canal alfa são PNG e TIFF. O GIF suporta canais alfa, mas é considerado ineficiente no que toca ao tamanho do arquivo. A compatibilidade com canais alfa está presente em alguns codecs de vídeo, como o Animation e o Apple ProRes 4444 do formato QuickTime, ou no codec multiformato Techsmith.
O formato de arquivo BMP geralmente não é compatível com esse canal; no entanto, em diferentes formatos, como 32 bits (888-8) ou 16 bits (444-4), é possível salvar o canal alfa, embora nem todos os sistemas ou programas consigam lê-lo: ele é aproveitado principalmente em alguns videogames e aplicações; existem também programas específicos para a criação dessas BMPs.
| Formato de arquivo/codec           | Profundidade máxima | Compatível com navegadores    | Tipo de mídia  | Observações |
| ---------------------------------- | ------------------- | ----------------------------- | -------------- | --- |
| Apple ProRes 4444                  | 16 bits             | Nenhum                        | Vídeo (.mov)   | O ProRes é o sucessor do Apple Intermediate Codec |
| HEVC / h.265                       | 10 bits             | Limitado ao Safari            | Vídeo (.hevc)  | Sucessor pretendido do H.264 |
| WebM (codec video VP8, VP9 ou AV1) | 12 bits             | Todos os navegadores modernos | Vídeo (.webm)  | Embora o VP8/VP9 seja amplamente compatível com os navegadores modernos, o AV1 ainda tem suporte limitado. Somente os navegadores baseados no Chromium exibirão camadas alfa. |
| OpenEXR                            | 32 bits             | Nenhum                        | Imagem (.exr)  | Possui a maior propagação de HDR. |
| PNG                                | 16 bits             | Todos os navegadores modernos | Imagem (.png)  | |
| APNG                               | 24 bits             | Suporte moderado              | Imagem (.apng) | Suporta animações. |
| TIFF                               | 32 bits             | Nenhum                        | Imagem (.tiff) | |
| GIF                                | 8 bits              | Todos os navegadores modernos | Imagem (.gif)  | Em geral, os navegadores não oferecem suporte a camadas alfa de GIF. |
| SVG                                | 32 bits             | Todos os navegadores modernos | Imagem (.svg)  | Baseado em cores CSS. |
| JPEG XL                            | 32 bits             | Suporte moderado              | Imagem (.jxl)  | Permite HDR e com perdas. |